# Arquitectura victoriana

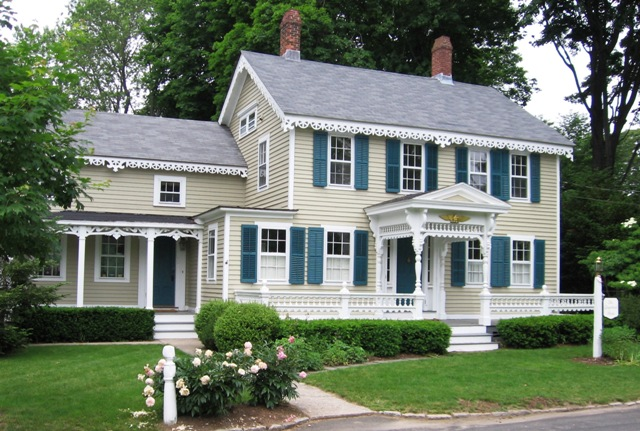
Exemple d'edifici d'arquitectura victoriana als Estats Units (1855)

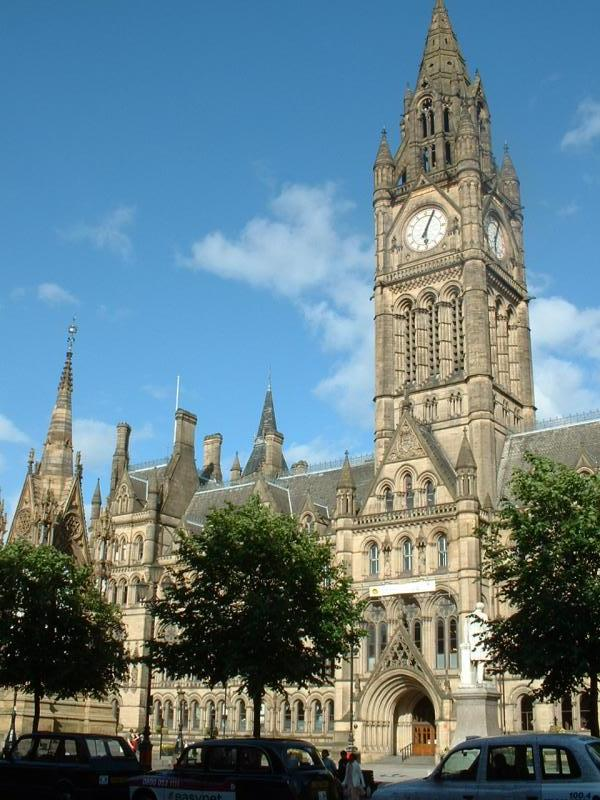
Gòtic victorià a Manchester.

Amb el terme arquitectura victoriana es fa referència a un estil arquitectònic usat predominantment durant l'època victoriana. Pren el nom de la reina Victòria d'Anglaterra la qual regnà des del 20 de juny de 1837 al 22 de gener de 1901. Tanmateix, molts elements d'aquest tipus d'arquitectura no van esdevenir populars fins passat el regnat de la reina Victòria. Els estils sovint incloïen interpretacions i revisions eclèctiques d'estils històrics mesclats amb influències asiàtiques.

## Varietat de l'arquitectura victoriana

### Estils
- British (moviment d'art i artesania)
- Arquitectura industrial
- Painted ladies, amb les façanes pintades de colors diversos
- Queen Anne Style
- Estil Segon Imperi
- Jacobethan
- Greek Revival
- Renaissance Revival
- Romanesque Revival (inclou el Richardsonian Romanesque)

### Altres moviments arquitectònics
- Neogòtic
- Neoclassicisme

## Exemples d'arquitectura victoriana
Als Estats Units, el South End de Boston està reconegut pel National Register of Historic Places com el més antic victorià de la ciutat. Anche Old Louisville a Louisville .
Richmond a Virgínia té el Fan District i Church Hill. Al Church Hill Patrick Henry va fer el seu famós discurs Give me liberty or give me death a St. John's Episcopal Church, mentre Fan District és la zona més europea de la ciutat.
El Distillery District de Toronto inclou Cabbagetown, The Annex, Corktown, Parkdale i Rosedale.
Carroll Avenue a Los Angeles inclou la major part de l'arquitectura victoriana de la ciutat.

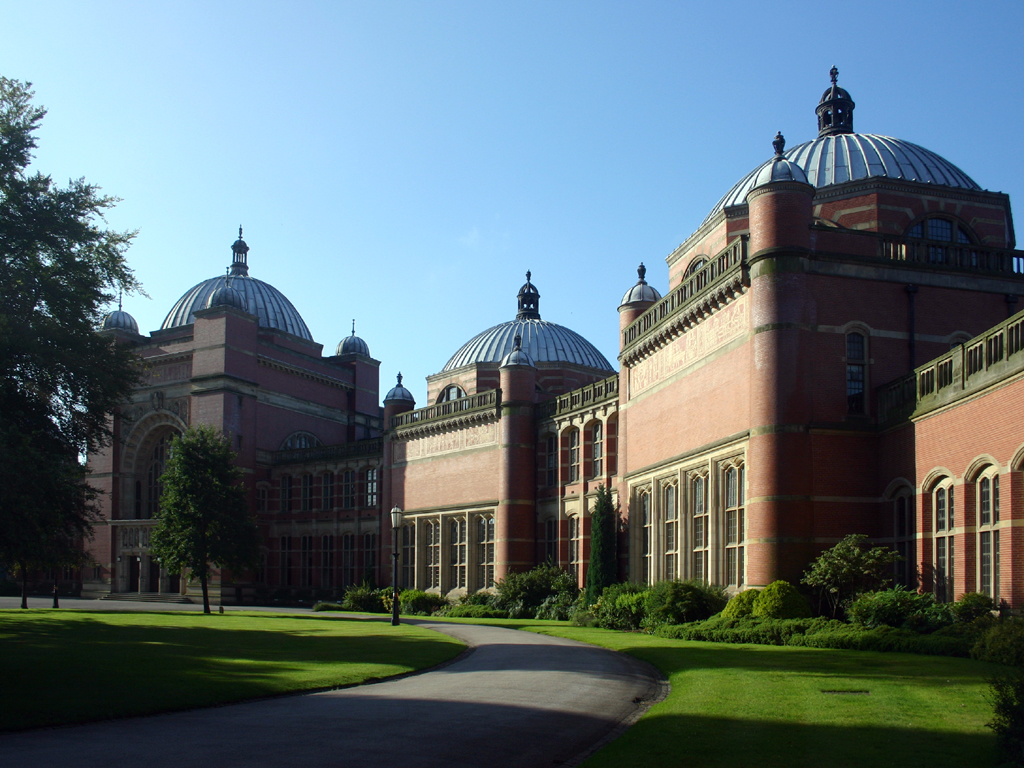
L'edificio Aston Webb a'University of Birmingham, UK.
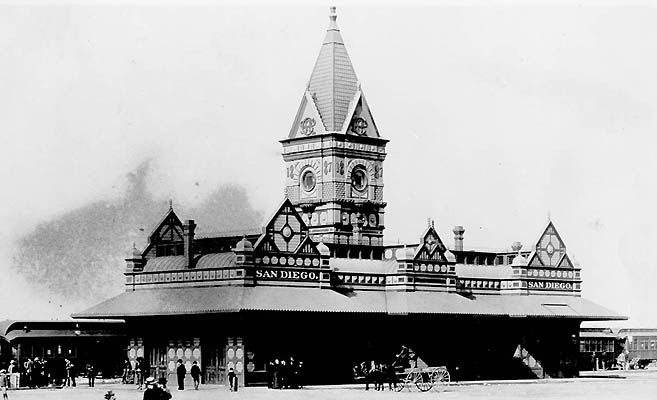
Estació California Southern Railroad a San Diego (California), 1887.
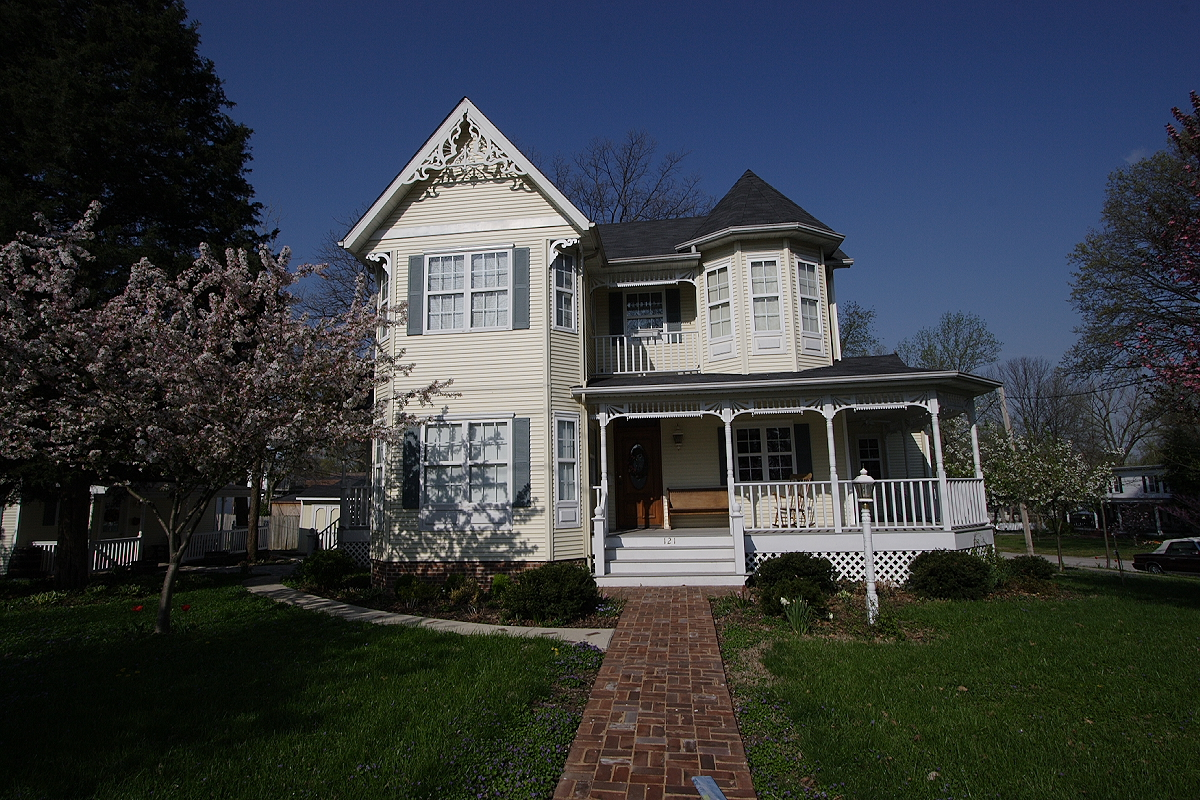
Un exemple de l'estil American Queen Anne a Lebanon (Illinois).
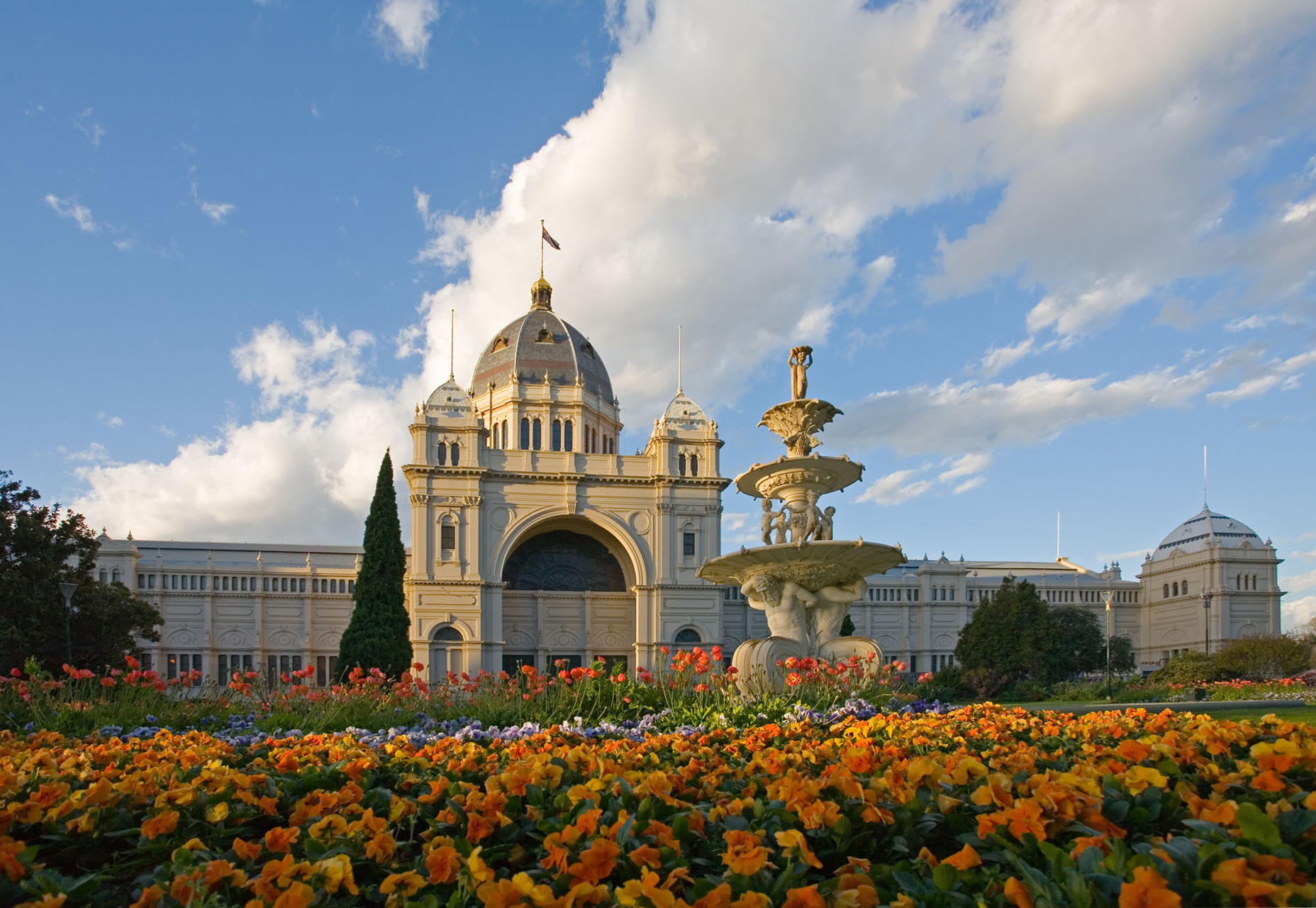
Il Royal Exhibition Building a Melbourne, 1880
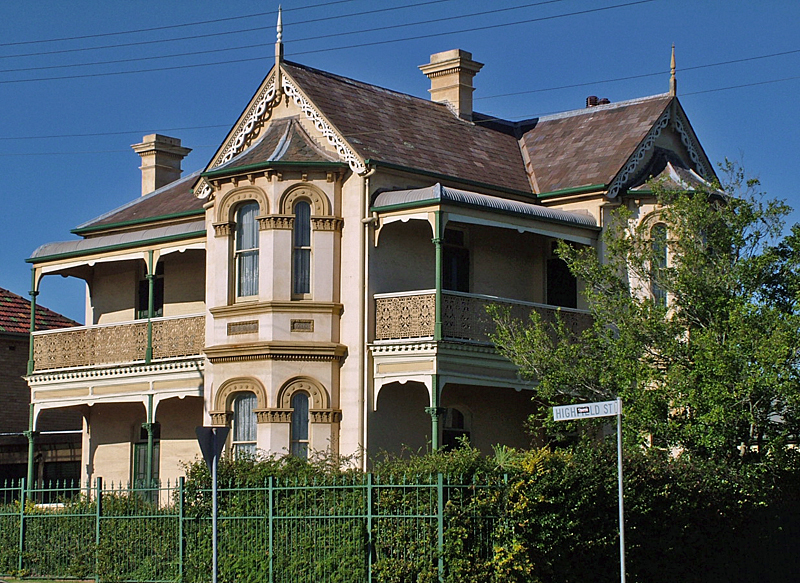
Una casa in stile vittoriano all'angolo fra Hanbury Street e Highfield Street, a Mayfield, Austràlia
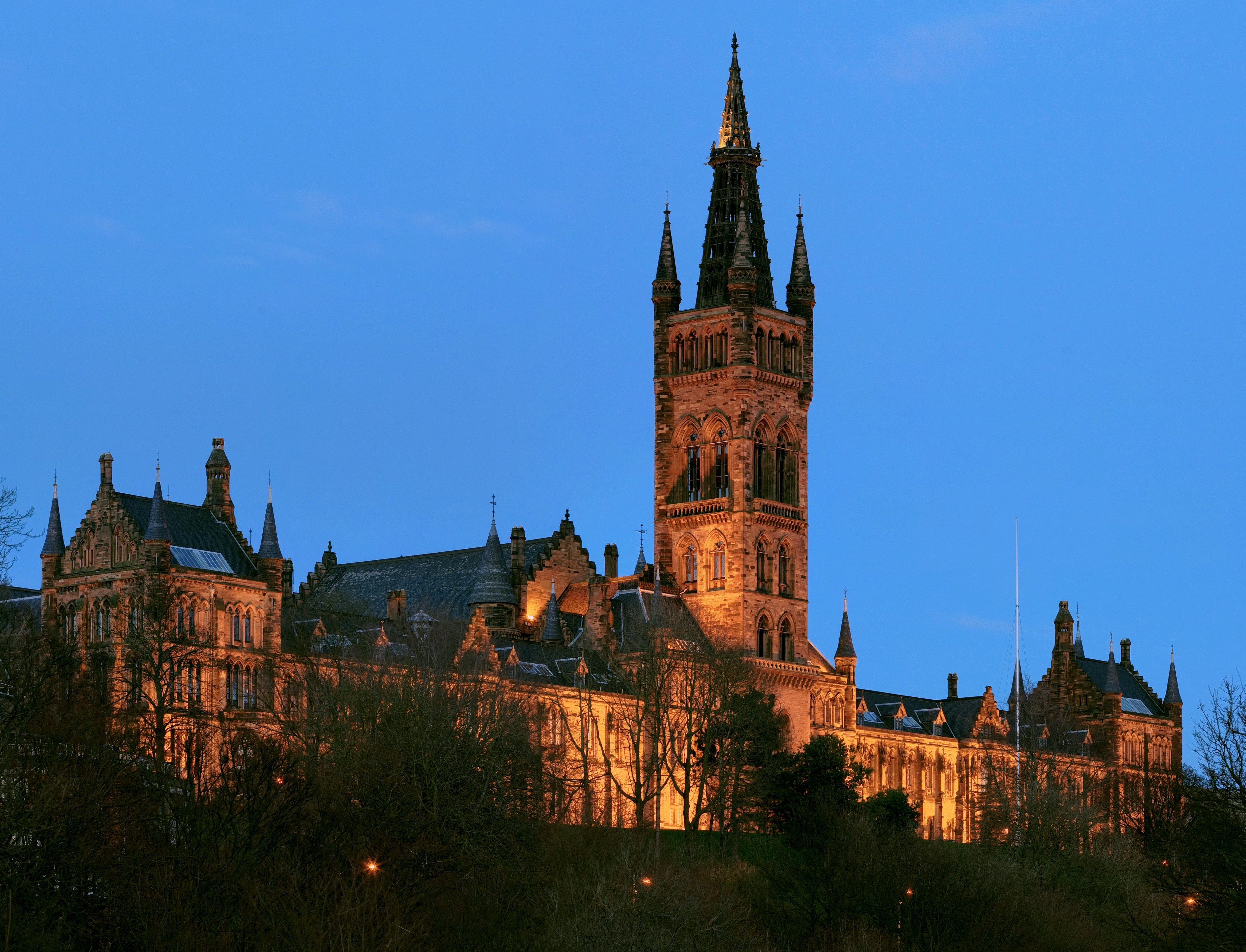
Gilbert Scott Building Universitat de Glasgow, Glasgow. Neogòtic.
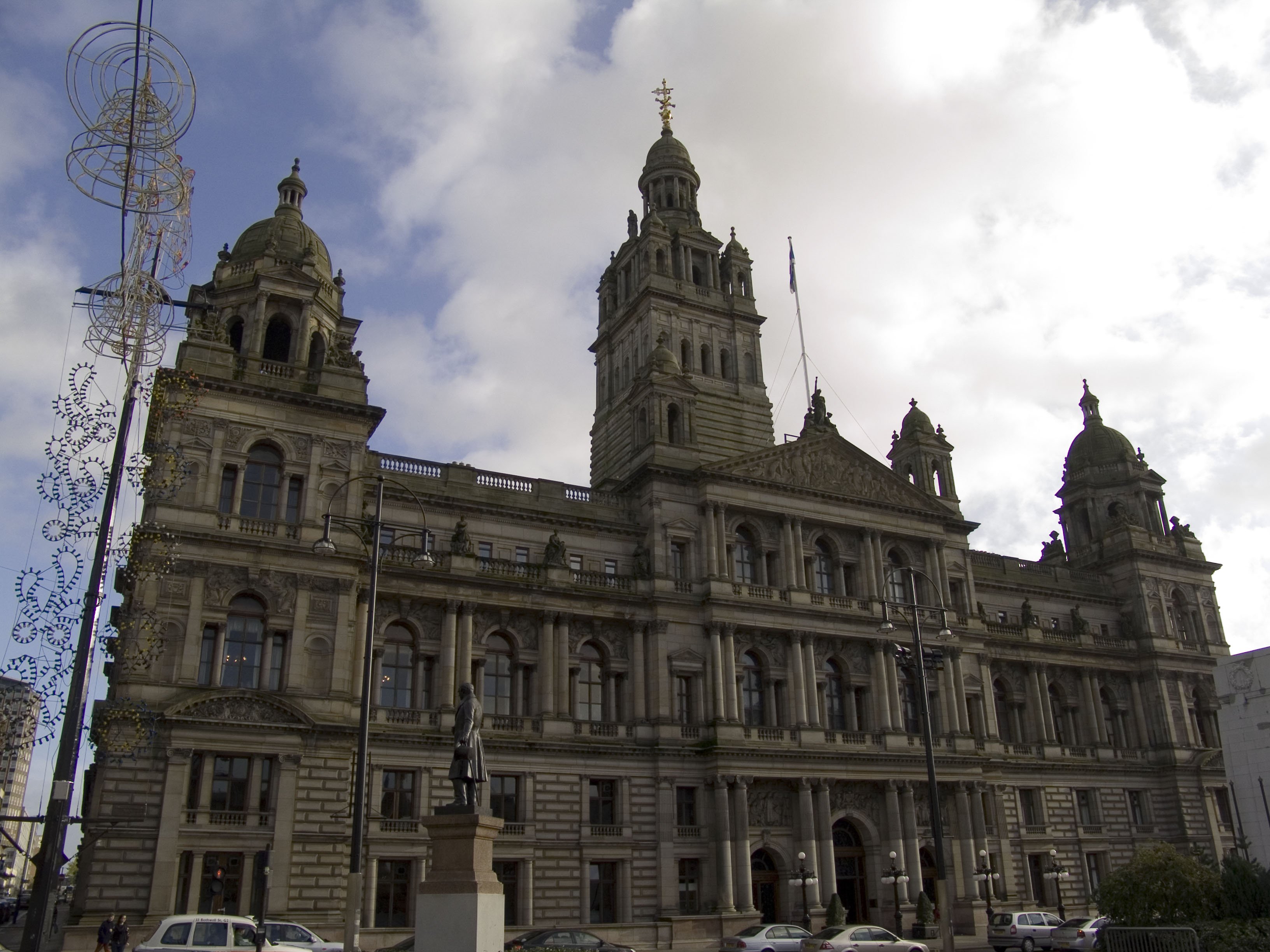
Glasgow City Chambers, Glasgow.
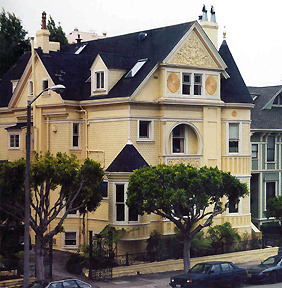
La C. A. Belden House, en estil Queen Anne Victorian a San Francisco.
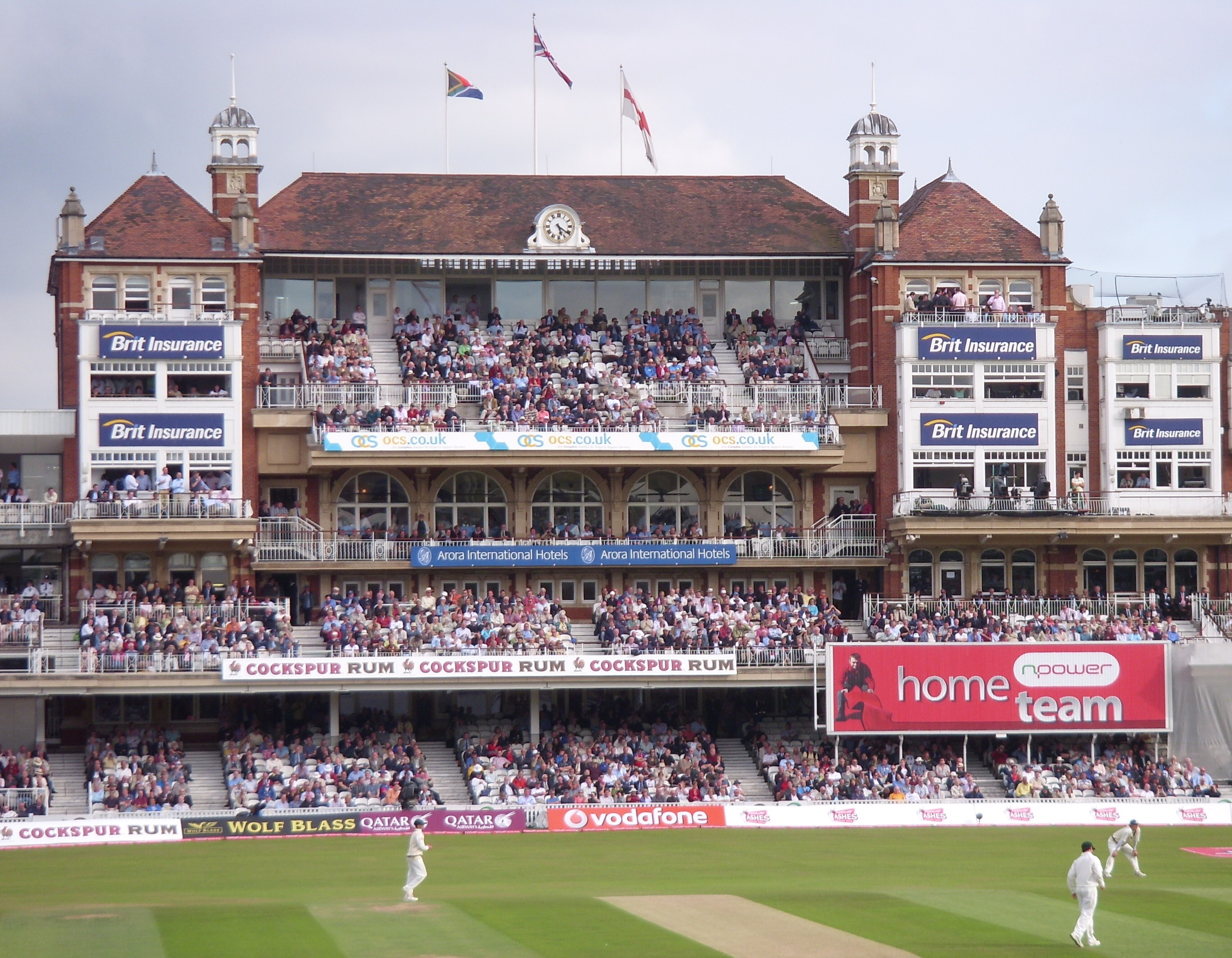
Il Victorian Pavilion a Oval cricket ground de Londres.
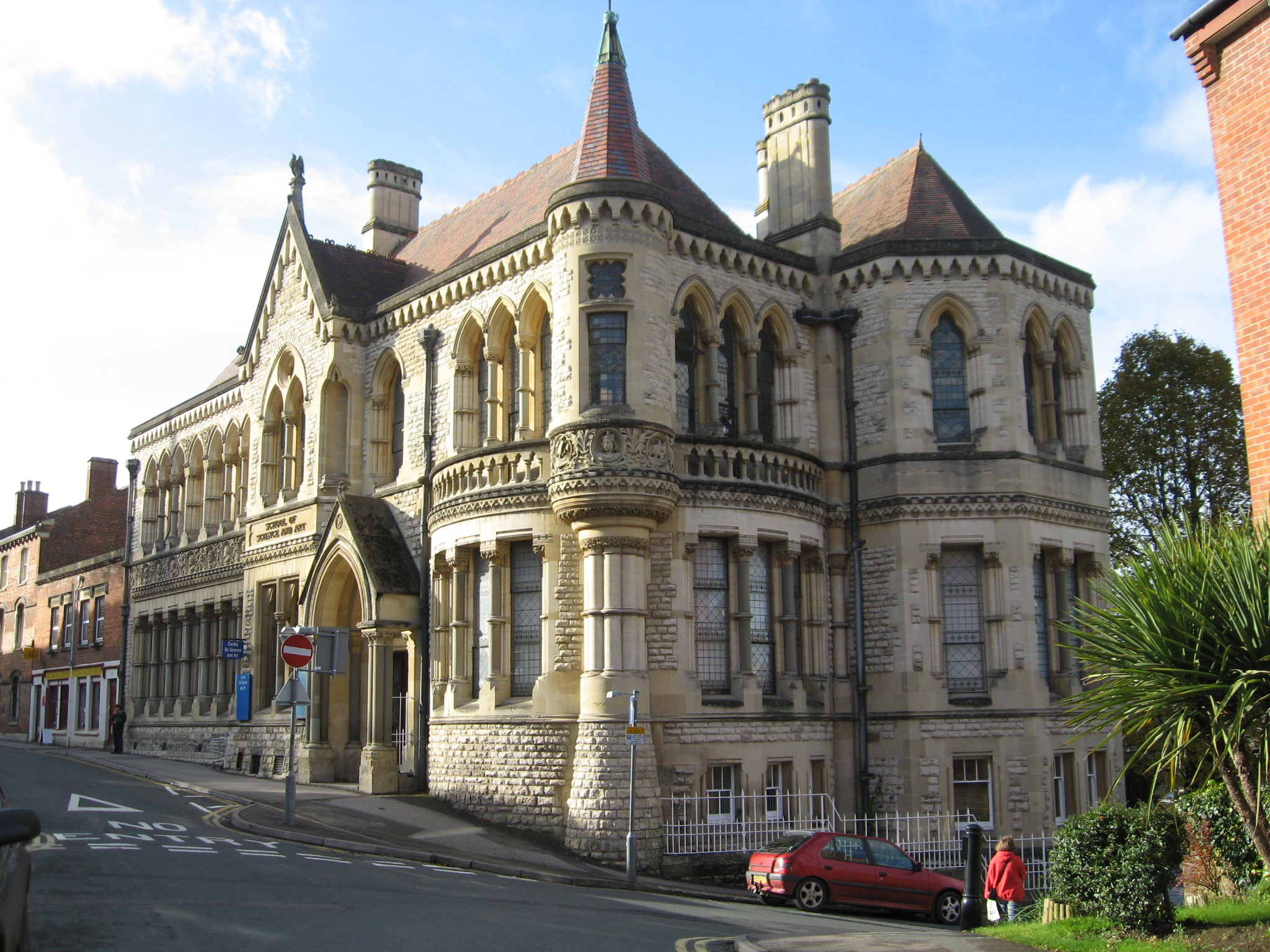
Victorian School of Art and Science a Stroud, Gloucestershire
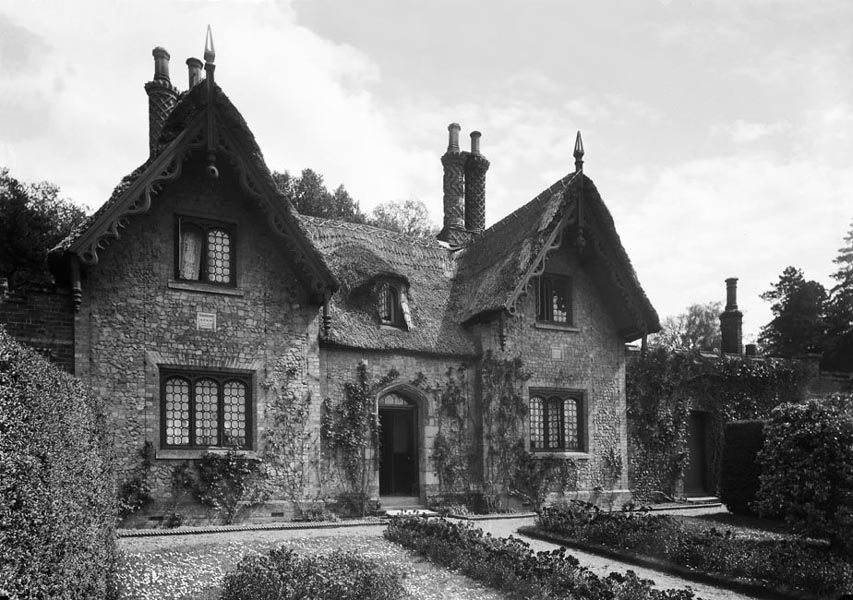
Hardwick House prop de Bury St Edmunds, Suffolk

## Note
1. ↑  South End Realty Group
2. ↑  South End Historical Society
3. ↑  «The Fan District - Great Public Spaces | Project for Public Spaces (PPS)». Arxivat de l'original el 2008-12-01. [Consulta: 15 novembre 2014].